# OK Radnički Kragujevac
OK Radnički Kragujevac – serbski męski klub siatkarski z Kragujevac założony w 1945 roku.

## Nazwy klubu
- -2007 Radnički Kragujevac
- 2007-2008 Radnički Kombank Kragujevac
- 2008-2011 Radnički Credy banka Kragujevac
- 2011- Radnički Kragujevac

## Sukcesy
Puchar Serbii:
- 2008, 2025[1]

Mistrzostwo Serbii:
- 2009, 2010, 2025[2]
- 2008
- 2013, 2023